# Євфимія Володимирівна
Євфимія Володимирівна (? — 4 квітня 1139) — дочка чернігівського, переяславського та великого Київського князя Володимира Мономаха.
У 1112 вийшла заміж за немолодого вже угорського короля Коломана (помер 3 лютого 1116; див. Арпади). Близько 1113 останній розлучився з Євфимією і відіслав її до батька. Там вона народила сина Бориса (не визнаного Коломаном), якого в 1130-х вороги Бели II Сліпого (1131–41), небіж Коломана, збиралися посадити на угорський трон. Справжня причина розриву шлюбу невідома (звинувачення Євфимії в невірності з'явилося пізніше). Історики припускають, що справа полягала в зміні політичного курсу Володимира Мономаха, зокрема в зміні його ставлення до Волинського князівства (союзника Угорщини) та Візантії.
Решту свого життя Євфимія провела у монастирі поблизу Києва. Похована в усипальниці церкви Спаса на Берестові.